# Библиография Ганса Эверса
Га́нс Гейнц Э́верс (нем. Hanns Heinz Ewers; 3 ноября 1871, Дюссельдорф — 12 июня 1943, Берлин) — немецкий писатель-мистик.

## Проза

### Романы
- 1909 — «Ученик чародея, или Охотники на дьявола»
- 1911 — «Альрауне. История одного живого существа»
- 1920 — «Вампир»
- 1922 — «Духовидец»
- 1928 — «Превращённая в мужчину»
- 1932 — «Хорст Вессель»
- 1932 — «Всадники в немецкой ночи»
- 1941 — «Изменение Килиана Менка»

### Рассказы
- 1899 — «Armer Junge!»
- 1899 — «Das Nachtigallennest»
- 1899 — «Gabriele Alland?»
- 1899 — «Kittys Liebe»
- 1899 — «Rote Flammen»
- 1899 — «Sein Shawl»
- 1899 — «Von Hella»
- 1899 — «Любовь»
- 1900 — «Auferstehung»
- 1901 — «Die Perle»
- 1901 — «Eine Strafkammersitzung»
- 1901 — «Venus Kallipygos»
- 1901 — «Wie John Jack Vriesländer ein Künstler wurde»
- 1901 — «Кольцо»
- 1901 — «Оригинальная коллекция»
- 1901 — «Призрак Раммина» (также «Замок с привидениями»)
- 1901 — «Распятый Тангейзер»
- 1902 — «Почему Арно Фальк влюбился» (также «Почему Арно Фальк стал женихом»)
- 1903 — «Die Geschichte vom kleinen Coriandoli»
- 1903 — «Wie Jakob Seidenfutter treu wurde»
- 1903 — « С. 3. 3.» (также «На острове»)
- 1904 — «Die Petition / Die Bittschrift»
- 1904 — «Белая девушка»
- 1904 — «Дельфы» (также «Бог Дельфы»)
- 1904 — «Египетская невеста» (также «Невеста Тофара», «Тофарская невеста»)
- 1904 — «Конец Джона Гамильтона Ллевелина»
- 1905 — «Соус из томатов»
- 1906 — «Господа юристы»
- 1907 — «В стране фей »
- 1907 — «Из дневника померанцевого дерева»
- 1907 — «Мамалои»
- 1907 — «Мёртвый еврей»
- 1907 — «Сердца королей»
- 1907 — «Утопленник»
- 1908 — «Die Kurve»
- 1908 — «Паук»
- 1908 — «Последняя воля Станиславы д'Асп» (также «Завещание Станиславы д'Aсп»)
- 1908 — «Синие индейцы»
- 1908 — «Смерть барона фон Фридель»
- 1908 — «Шкатулка для игральных марок»
- 1909 — «Вуду»
- 1910 — «Anthropoovaropartus»
- 1910 — «Bibelbilli»
- 1910 — «Die Blumenspiele in Nippes»
- 1910 — «Die vornehme Elly Bärwald»
- 1910 — «Pepi, das Mädchen mit dem Schwanz»
- 1910 — «Мои похороны» (также «Моё погребение»)
- 1910 — «Приключение в Гамбурге»
- 1910 — «Свободный брак»
- 1911 — «Die Drei im Turm / Die 3 im Turm»
- 1911 — «Почитатели змей и заклинатели змей» (входит в сборник «Индия и я»)
- 1912 — «Wie ich im Paradiese war»
- 1917 — «Alraune und ihr Chauffeur (входит в роман «Альрауне. История одного живого существа»)
- 1917 — «Сибилла Мадруццо» (входит в роман «Ученик чародея, или Охотники на дьявола»)
- 1921 — «Дело Петерсена» (также «Дело Ларса Петерсена»)
- 1922 — «Великая любовь»
- 1922 — «Евреи Джеба»
- 1922 — «Казнь Дамьена» (также «Казнь Дэмьена», «Богомолка»)
- 1922 — «Моя мать — ведьма»
- 1922 — «Тифозная Мэри» (также «Тифозная Мари»)
- 1922 — «Худшее предательство»
- 1925 — «Die verrückte Wally»
- 1926 — «Das Hya Hya Mädchen»
- 1926 — «Das verlorene Äffchen»
- 1926 — «Der einsame Briefkasten»
- 1926 — «Der Lustmord einer Schildkröte»
- 1926 — «Der Mensch von Nr.17»
- 1926 — «Der Spass des Dr. Teufelsdrökh / Der Spaß des Doktor Teufelsdrökh» (входит в роман «Духовидец»)
- 1926 — «Der strahlende Mann»
- 1926 — «Die bewachsten Hosen oder “Schäflein, Schäflein kniee dich”!»
- 1926 — «Karneval in Cadiz / Karneval in Cádiz»
- 1926 — «Von den elftausend Jungfrauen und den vier Heiligen Dreikönigen»
- 1926 — «Von elf Chinesen und ihrer aufgefressenen Braut»
- 1926 — «Sie haben meine Mutter gekannt —»
- 1928 — «Berlins erster Boxkampf»
- 1928 — «Der Mann aus Düsseldorf»
- 1928 — «Die Festnacht des persischen Märtyrers»
- 1928 — «Eileen Carter»
- 1928 — «Ich kaufe einen Tiger in Johur»
- 1928 — «Ich reite im Regenwald»
- 1928 — «Ich trinke Schlangenbrühe und finde — ein süsses Wort»
- 1928 — «Ich trinke Silvesterbowle»
- 1928 — «Von heiligen Kanonen»
- 1928 — «Von Sevilla»
- 1936 — «Bernstein im Blutgericht»
- 1943 — «Der Regenwurmklub»
- 1943 — «Der Rhabdomant»
- 1943 — «Die schönsten Hände der Welt»
- 1943 — «Falken auf Woyland» (входит в роман «Превращённая в мужчину»)
- 1943  — «Viva Villa!»
- 1943  — «Von Gänsen und Geistern, Blutegeln und Katzenorgeln» (входит в роман «Превращённая в мужчину»)
- 1943  — «Wir fangen Fische»

### Сказки
- 1902 — «Der Singwald»
- 1902 — «Die kleine Ilna und der Quakfrosch»
- 1903 — «Beim Fliegenkönige»
- 1903 — «Das Seeräuberschiff»
- 1903 — «Der Schatz in der Höhle»
- 1903 — «Der Zauberer in der Wüste / Der Zauberer der Wüste»
- 1903 — «Die alte Postkutsche»
- 1903 — «Как Отто Бендер купил себе новую бабушку»
- 1903 — «Лиза и Млечный Путь»
- 1905 — «Лиза в лесу»
- 1905 — «Сказка про большой прусский герб»
- 1905 — «Фея в изгнании»
- 1905 — «Фея дрокового куста»
- 1922 — «Das blinkende Ding»
- 1922 — «Die Geschichte vom lustigen bösen König»
- 1922 — «Die Ginsterhexe oder “Wie der Fasching entstand”»

### Путевые заметки
- 1909 — «Моими глазами»
- 1911 — «Индия и я»[1]

## Поэзия
- 1904 — «Галеот»

## Драматургия

### Пьесы
- 1902 — «Сила любви, или Печальные последствия хорошего воспитания»
- 1903 — «Лишённый наследства»
- 1909 — «Дельфы»
- 1912 — «Невидимый человек»
- 1913 — «Чудодевица из Берлина»
- 1921 — «Треценто»
- 1923 — «Женщина в шалот»
- 1934 — «Штурмер! Немецкая судьба»

### Сценарии
- 1913 — «...ибо вся вина мстит на Земле[нем.]»
- 1913 — «Соблазнённый[нем.]»
- 1913 — «Глаза Оле Брандиса[нем.]»
- 1913 — «Айсбраут[нем.]»
- 1913 — «Фрау Симманс»
- 1913 — «Идеальная жена[нем.]»
- 1913 — «Сон в летнюю ночь в наше время[нем.]»
- 1913 — «Эвинруд[нем.]»
- 1913 — «Божественная женщина[нем.]»
- 1913 — «Пражский студент»
- 1914 — «Стеклянный дом»
- 1914 — «Прихоти мировой леди[нем.]»

## Эссе
- 1904 — «Кабаре»
- 1906 — «Опьянение и искусство»
- 1906 — «Эдгар Аллан По»
- 1913 — «Фильм и я»
- 1918 — «Почему ненавидят немцев?»
- 1925 — «Муравьи»
- 1927 — «Жизнь трёх клоунов»